# Análabo

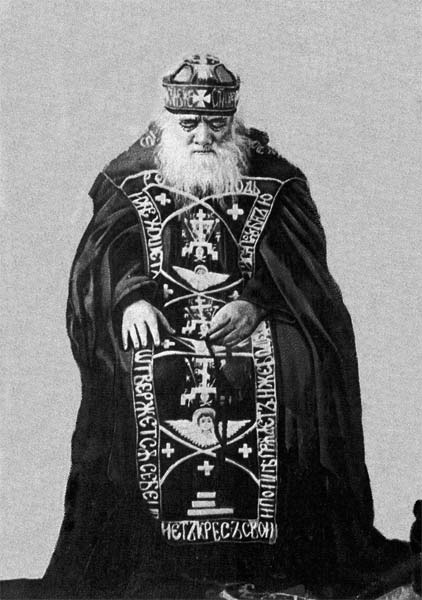
São Jonas de Kiev (1802–1902), um santo ortodoxo ucraniano usando o análabo representando a ordem do Grande Esquema, o mais alto grau monástico.

O Análabo ou Análavo do Grande Esquema ou Megalosquema (em grego: Ανάλαβος του Μεγαλοσχήμου) é uma vestimenta distinta usada apenas pelo mais alto grau de monges e freiras no Cristianismo Ortodoxo Oriental, emblemática de seu hábito monástico. Ele é semelhante ao escapulário. É um símbolo de sua total devoção à cruz e à Fé Ortodoxa, tomado quando são feitos os grandes votos do mais estrito ascetismo, e é adornado com os Instrumentos da Paixão e outros símbolos religiosos.

## Descrição

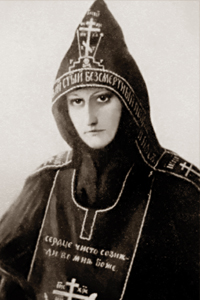
Sofia Bolotova (1845-1888), santa ortodoxa e freira do Grande Esquema russa, vestindo um análabo da tradição eslava com capuz de duas ínfulas.

A palavra análabo (Analav em eslavo eclesiástico) vem do grego αναλαμβάνω, que significa "tomar". Esta frase vem de Lucas 9:23: "Então ele disse a todos: 'Quem quiser ser meu discípulo, negue-se a si mesmo, tome cada dia a sua cruz e siga-me.'" A vestimenta em si assume a forma de uma cruz quando usada, espalhando-se pelos ombros e pela parte frontal e traseira do tronco do usuário. As cruzes nos análabos representam a crucificação constante de um monge cristão com Cristo, um tema bíblico presente nas Epístolas de Paulo.
Ao contrário da paramandia (paramandyas), a peça quadrada do Pequeno Esquema que é vestida de maneira oculta, o Análabo do Grande Esquema é portado de uma maneira visível a todos por sobre a batina, é maior e mais elaboradamente decorado. Ele circunscreve de maneira frouxa o pescoço e ombros, com um pano que se pendura à frente até os joelhos e atrás até cerca de metade das costas. O Análabo é amarrado ao hábito por uma corda de tecido especial, decorada com muitas cruzes (às vezes por isso chamada polystavrion), que passa sob os braços e por volta do corpo. Os desenhos e cores variam de acordo com cada monastério, e podem ser desde preto e branco até a vermelho, violeta e azul. Há pequenas variantes regionais, a mais significante sendo a adição de um capuz (koukoulion) com ínfulas ao Análabo na tradição eslava oriental (não presente na forma grega), que deve ser posto sobre a cabeça quando vestindo o hábito. Não necessariamente deve ser vestido o tempo todo, como durante a realização de tarefas no mosteiro, e cabe aos abades definirem se os monges do Grande Esquema devem vestir o Análabo quando fora do monastério.
O Análabo vestido em mosteiros do Monte Atos são feitos de tecido preto ou couro macio, com bordado geralmente em vermelho, a Cruz do Calvário, a lança, o hissopo com esponja e contém também o desenho da caveira e ossos cruzados de Adão.

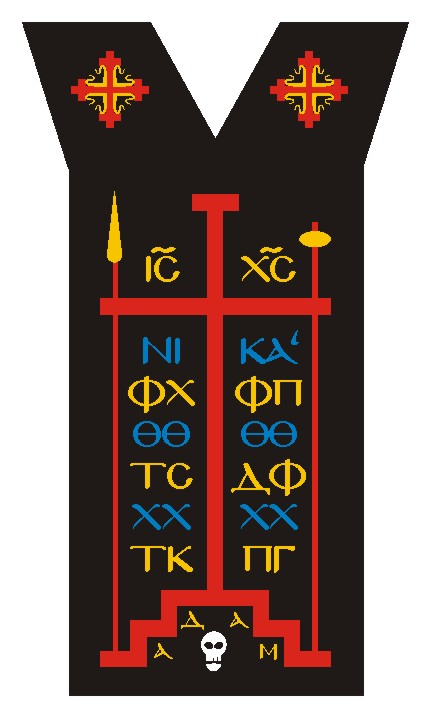
Representação com elementos do megalosquema

Tal como na decoração da paramandia do Pequeno Esquema, o Análabo porta o galo, referente à negação de Pedro, e os Instrumentos da Paixão, como a lança, pregos, martelo, flagelo e caniço da esponja, mas no Análabo aparece também o poste em que Cristo foi flagelado; a coroa de espinhos; e a escada e pinças utilizadas por José de Arimateia. Há também texto escrito em grego ou eslavônico, de maneira extensa ou abreviada, com catorze frases em referência à Santa Cruz, como a frase "a árvore da vida" na parte mais baixa do Análabo.

## Simbologia
O Análabo do Grande Esquema contém muitos símbolos que glorificam a cruz e a Paixão de Cristo. Nem todos os símbolos listados estão presentes em todos os análabos, e pode haver outros adicionais:
| Símbolo                                         | Extenso                                                   | Português                                                       | Sentido |
| ----------------------------------------------- | --------------------------------------------------------- | --------------------------------------------------------------- | --- |
| ΙC XC NIKΑ                                      | Ιησούς Χριστός νικά                                       | Jesus Cristo Conquista                                          | Uma frase comum escrita em imagens iconográficas, reforçando que Cristo venceu a morte. |
| ΤΤΔΦ                                            | Τετιμημένον τρόπαιον δαιμόνων φρίκη                       | Um troféu de honra, o pavor dos demônios                        | "Um troféu de honra" se refere à cruz, que tem poder sobre os demônios. |
| ΡΡΔΡ                                            | Ρητορικοτέρα ρητόρων δακρύων ροή                          | Um fluxo de lágrimas mais eloquente que oradores                | |
| ΧΧΧΧ                                            | Χριστός Χριστιανοίς Χαρίζει Χάριν                         | Cristo concede Graça aos cristãos                               | |
| ξΓΘΗ                                            | Ξύλου γεύσις θάνατον ηγαγεν                               | A degustação da árvore trouxe a morte                           | Na história do Gênesis, o fato de Adão e Eva terem comido o fruto da Árvore do Conhecimento do Bem e do Mal causou a mortalidade e a morte deles e de toda a humanidade. |
| CξζE                                            | Σταυρού Ξύλω ζωήν εύρομεν                                 | Através da Árvore da Cruz encontramos a vida                    | "A Árvore" se refere à árvore que foi feita na Cruz. Enquanto a Árvore do Conhecimento do Bem e do Mal trouxe a morte, a Árvore da Cruz traz a vida para aqueles que dela participam. |
| EEEE                                            | Ελένης εύρημα εύρηκεν Εδέμ                                | A descoberta de Helen descobriu o Éden                          | Referindo-se a Santa Helena, que descobriu a Vera Cruz em Jerusalém em 320 d.C. |
| ΦΧΦΠ                                            | Φως Χριστού φαίνοι πάσι                                   | A luz de Cristo ilumina a todos                                 | |
| ΘΘΘΘ                                            | Θεού Θέα Θείον Θαύμα                                      | A visão de Deus, uma maravilha divina                           | |
| ΑΔΑΜ                                            | Αδάμ                                                      | Adão                                                            | O crânio é o de Adão, o primeiro homem, que morre. Cristo é o Novo Adão que substituiu o velho e trouxe vida a todos. |
| ΤCΔΦ                                            | Τύπον Σταυρού δαίμονες φρίττουσιν                         | Os demônios temem o sinal da cruz                               | |
| ΤΚΠΓ                                            | Τόπος Κρανίου Παράδεισος γέγονε                           | O Lugar do Crânio se tornou Paraíso                             | O Gólgota (onde Cristo foi crucificado; literalmente "o lugar do crânio") é agora o lugar onde o Céu e a Terra se encontram, e é agora o lugar pelo qual todos têm acesso ao Paraíso. |
| ξζ                                              | Ξύλον Ζωής                                                | Árvore da Vida                                                  | A Árvore da Vida é outro nome para "a Cruz de nosso Senhor Jesus Cristo" (Gálatas 6:14), sobre a qual "o dia todo... [Ele] estendeu... [Suas]... mãos a um povo desobediente e contradizente" (Isaías 65:2; Romanos 10:21). Por meio dos Instrumentos da Paixão, "a Cruz de Cristo" (1 Coríntios 1:17, Gálatas 6:12, Filipenses 3:18) tornou-se a "Árvore da Vida" (Gênesis 2:9; 3:22-24, Provérbios 3:18, 11:30, 13:12, 15:4, Apocalipse 2:7, 22:2, 14), pela qual o Senhor Jesus reificou Suas palavras: "Eu sou a ressurreição e a vida; quem crê em mim, ainda que esteja morto, viverá; e todo aquele que vive, e crê em mim, nunca morrerá" (João 11:25-26). |
| ΟΒΤΔ                                            | Ό Βασιλεύς της Δόξης                                      | O Rei da Glória                                                 | Em vez de "Jesus de Nazaré, o rei dos judeus" (João 19:19), que "estava escrito por cima dele em letras gregas, latinas e hebraicas" (Lucas 23:38), este título diz: "O Rei da Glória" (Salmo 23:7-10), "pois, se o tivessem conhecido, não teriam crucificado o Senhor da glória" (1 Coríntios 2:8). |
| Triságio                                        | Ἅγιος ὁ Θεός, Ἅγιος ἰσχυρός, Ἅγιος ἀθάνατος, ἐλέησον ἡμᾶς | Santo Deus, Santo Poderoso, Santo Imortal, tende piedade de nós | Uma das orações mais importantes da Igreja Ortodoxa. |
| Galo                                            |                                                           |                                                                 | O galo representa "o galo [que] cantou" (Mateus 26:74, Marcos 14:68, Lucas 22:60, João 18:27) depois que São Pedro "negou... três vezes" (João 13:38) Aquele que lamentou sobre Jerusalém: "Quantas vezes ajuntei os teus filhos, como a galinha ajunta os seus pintinhos debaixo das asas, e não o quisestes!" (Mateus 23:37). |
| Pilar                                           |                                                           |                                                                 | A coluna representa a coluna à qual Pilatos amarrou Cristo "quando... o açoitou" (Marcos 15:15), "por suas feridas somos curados" (Isaías 53:5, 1 Pedro 2:24). |
| Coroa de espinhos                               |                                                           |                                                                 | A coroa representa a "coroa de espinhos" (Mateus 27:29, Marcos 15:17, João 19:2) que "os soldados teceram" (João 19:2) e "colocaram sobre... [a]... cabeça" (Mateus 27:29) de Jesus, que libertou o homem de ter que lutar contra "espinhos... e cardos... no suor do... [seu]... rosto" (Gênesis 3:18-19). |
| Martelo e pregos                                |                                                           |                                                                 | Os espinhos no centro da cruz e o martelo sob sua base representam os "pregos" (João 20:25) e o martelo com os quais "traspassaram" (Salmo 21:16, João 19:37) "Suas mãos e Seus pés" (Lucas 24:40) quando "levantaram da terra" (João 12:32) Aquele que "apagou a cédula que era contra nós nas suas ordenanças... pregando-a na Sua cruz" (Colossenses 2:14). |
| Crânio                                          |                                                           |                                                                 | A base sobre a qual a Cruz se encontra representa "o lugar, que é chamado Calvário" (Lucas 23:33), ou "Gólgota, isto é, o Lugar do Crânio" (Mateus 27:33), "onde O crucificaram" (João 19:18) Que "operou a salvação no meio da terra" (Salmo 73:13). A caveira e os ossos cruzados representam "o primeiro homem Adão" (1 Coríntios 15:45), que segundo a tradição "retornou à terra" (Gênesis 3:19) no mesmo local da crucificação de Jesus, a razão pela qual este local de execução, "cheio de ossos de homens mortos" (São Mateus 23:27), tornou-se o lugar onde "o último Adão foi feito espírito vivificante" (1 Coríntios 15:45). |
| Titulus                                         |                                                           |                                                                 | A placa no topo da cruz representa o titulus, o "título" (João 19:19-20), com "a inscrição de Sua acusação" (Marcos 15:26), que "Pilatos escreveu" (João 19:19) "e colocou sobre Sua cabeça" (Mateus 27:37). |
| Esponja no caniço                               |                                                           |                                                                 | O caniço representa o "hissopo" (João 19:29) sobre o qual foi colocada "uma esponja cheia de vinagre" (Marcos 15:36), que foi então "posta em Sua boca" (João 19:29) quando em Sua "sede deram-Lhe... [Lhe]... vinagre para beber" (Salmo 68:21), Aquele de Quem foi dito que "todos... se admiravam das palavras de graça que saíam de Sua boca" (São Lucas 4:22). |
| Lança                                           |                                                           |                                                                 | A lança representa a "lança [que] perfurou o seu lado"; "e imediatamente saiu sangue e água" (João 19:34) d'Aquele que "tomou uma das... costelas [de Adão]... e fechou a carne em seu lugar" (Gênesis 2:21) e que "nos lavou dos nossos pecados em seu próprio sangue" (Apocalipse 1:5). |
| Escabelo (viga transversal horizontal inferior) |                                                           |                                                                 | A placa na base da cruz representa o supedâneo de Cristo, "o escabelo dos seus pés" (Salmo 99:5), "o lugar onde os seus pés estiveram" (Salmo 131:7). É inclinado porque, de acordo com uma tradição, no momento em que "Jesus clamou em alta voz e entregou o espírito" (Marcos 15:37), Ele permitiu que um violento espasmo mortal convulsionasse Suas pernas, deslocando Seu apoio para os pés de tal maneira que uma extremidade apontava para cima, indicando que a alma do ladrão arrependido, São Dimas, "o que estava à Sua direita" (Marcos 15:27) seria "levada ao Céu" (Lucas 24:51), enquanto a outra extremidade, apontada para baixo, indicava que a alma do ladrão impenitente, Gestas, "o outro à Sua esquerda" (Marcos 15:27), seria "lançada ao Inferno" (Lucas 10:15), mostrando que todos nós, "os maus e... os bons... os justos e... os injustos" (Mateus 5:45), "somos pesados na balança" (Eclesiastes 21:25) da Cruz de Cristo. |
| Escada e Pinças                                 |                                                           |                                                                 | A escada e as pinças sob a base da cruz representam o meio de deposição pelo qual José de Arimatéia, "um homem rico" (Mateus 27:57) que "pediu o corpo de Jesus" (Mateus 27:58; Lucas 23:52), "o tirou" (Lucas 23:53), de modo que, assim como em corpo Ele desceu da cruz, em alma "Ele também desceu primeiro às partes mais baixas da terra" (Efésios 4:9), "por onde também foi e pregou aos espíritos em prisão" (1 São Pedro 3:19). |